# Ливингстън (окръг, Мичиган)
Вижте пояснителната страница за други значения на Ливингстън.
Окръг Ливингстън (на английски: Livingston County) е окръг в щата Мичиган, Съединени американски щати. Площта му е 1515 km², а населението - 156 951 души (2000). Административен център е град Хауъл.